# Aeroportul Caçador
Aeroportul Caçador (IATA: CFC, ICAO: SBCD) este un aeroport din Santa Catarina, Brazilia ce deservește zona Caçador. Aeroportul a fost tranzitat în 2022 de 126 de pasageri. A fost numit după zona deservită.
Situat la o altitudine de 1.029 m, aeroportul dispune de 1 pistă.

## Infrastructură

### Piste
Aeroportul dispune de o singură pistă. Pista 2/20 are suprafața de asfalt și dimensiunile 1.625 m × 30 m. 